# Futbol'nyj Klub Dnipro 2016-2017
Questa voce raccoglie le informazioni riguardanti il Futbol'nyj Klub Dnipro nelle competizioni ufficiali della stagione 2016-2017.

## Stagione
Nella stagione 2016-2017 il FK Dnipro ha disputato la Prem'er-Liha, massima serie del campionato ucraino di calcio, terminando la stagione all'undicesimo posto con 13 punti conquistati in 31 giornate, frutto di 8 vittorie, 13 pareggi e 11 sconfitte, venendo retrocesso in Druha Liha, terza serie nazionale. Dopo essere stato escluso dalla partecipazione alla UEFA Europa League 2016-2017, al Dnipro venne vietato l'acquisto di calciatori che non fossero svincolati, a causa di debiti nei confronti dello staff di Juande Ramos. Per la stessa ragione il 26 ottobre 2016 venne penalizzato di sei punti. Il Dnipro aveva iniziato il campionato con sei punti di penalizzazione per debiti nei confronti del calciatore Danilo. Nell'aprile 2017 venne penalizzato di altri tre punti dalla federazione ucraina. Il 9 giugno 2017, a campionato concluso e con il Dnipro retrocesso in Perša Liha, arrivò un'ulteriore penalizzazione di nove punti, raggiungendo 24 punti di penalizzazione complessivi. Successivamente, su indicazione della FIFA, la federazione ucraina retrocedette il Dnipro direttamente in Druha Liha.
Nella Coppa d'Ucraina è sceso in campo a partire dagli ottavi di finale: dopo aver eliminato prima il Desna Černihiv e poi il Vorskla, ha raggiunto le semifinali dove è stato eliminato dallo Šachtar.

## Rosa
| N. |                    | Ruolo | Calciatore         |
| -- | ------------------ | ----- | ------------------ |
| 1  | Ucraina (bandiera) | P     | Oleksij Baštanenko |
| 2  | Romania (bandiera) | D     | Alexandru Vlad     |
| 3  | Ucraina (bandiera) | C     | Volodymyr Adamjuk  |
| 4  | Ucraina (bandiera) | D     | Serhij Kravčenko   |
| 7  | Ucraina (bandiera) | D     | Jehor Nazaryna     |
| 8  | Ucraina (bandiera) | D     | Volodymyr Pol'ovyj |
| 9  | Ucraina (bandiera) | C     | Jurij Vakulko      |
| 10 | Ucraina (bandiera) | C     | Vladyslav Kočerhin |
| 11 | Ucraina (bandiera) | A     | Jevhen Bochašvili  |
| 12 | Ucraina (bandiera) | P     | Andrij Lunin       |
| 13 | Ucraina (bandiera) | P     | Danylo Kučer       |
| 14 | Ucraina (bandiera) | D     | Jevhen Čeberjačko  |
| 15 | Ucraina (bandiera) | A     | Artem Dovbyk       |
| 17 | Ucraina (bandiera) | A     | Denys Balanjuk     |
| 18 | Ucraina (bandiera) | A     | Denys Kostyšyn     |

| N. |                        | Ruolo | Calciatore         |
| -- | ---------------------- | ----- | ------------------ |
| 21 | Ucraina (bandiera)     | D     | Oleksij Larin      |
| 23 | Ucraina (bandiera)     | D     | Jevhen Čeberko     |
| 24 | Ucraina (bandiera)     | C     | Valerij Lučkevyč   |
| 25 | Ucraina (bandiera)     | C     | Ihor Kohut         |
| 28 | Ucraina (bandiera)     | C     | Serhij Nazarenko   |
| 29 | Ucraina (bandiera)     | C     | Ruslan Rotan'      |
| 33 | Azerbaigian (bandiera) | D     | Dmytro Nahijev     |
| 36 | Brasile (bandiera)     | D     | Anderson Pico      |
| 39 | Ucraina (bandiera)     | D     | Oleksandr Svatok   |
| 71 | Ucraina (bandiera)     | D     | Maksym Lopyr'onok  |
| 77 | Ucraina (bandiera)     | P     | Denys Šelichov     |
| 87 | Ucraina (bandiera)     | C     | Oleh Kožuško       |
| 89 | Ucraina (bandiera)     | C     | Serhij Politylo    |
| 97 | Ucraina (bandiera)     | C     | Andrij Blizničenko |
| 99 | Ucraina (bandiera)     | A     | Maksym Lun'ov      |

## Statistiche

### Statistiche di squadra
| Competizione  | Punti | In casa | In casa | In casa | In casa | In casa | In casa | In trasferta | In trasferta | In trasferta | In trasferta | In trasferta | In trasferta | Totale | Totale | Totale | Totale | Totale | Totale | DR |
| Competizione  | Punti | G       | V       | N       | P       | Gf      | Gs      | G            | V            | N            | P            | Gf           | Gs           | G      | V      | N      | P      | Gf     | Gs     | DR |
| ------------- | ----- | ------- | ------- | ------- | ------- | ------- | ------- | ------------ | ------------ | ------------ | ------------ | ------------ | ------------ | ------ | ------ | ------ | ------ | ------ | ------ | -- |
| Prem'er-Liha  | 13    | 16      | 4       | 6       | 6       | 18      | 19      | 16           | 4            | 7            | 5            | 13           | 21           | 32     | 8      | 13     | 11     | 31     | 40     | -9 |
| Kubok Ukraïny | -     | 1       | 1       | 0       | 0       | 1       | 0       | 2            | 0            | 1            | 1            | 0            | 1            | 3      | 1      | 1      | 1      | 1      | 1      | 0  |
| Totale        | -     | 17      | 5       | 6       | 6       | 19      | 19      | 18           | 4            | 8            | 6            | 13           | 22           | 35     | 9      | 14     | 12     | 32     | 41     | -9 |